# 阿尔弗雷德·赛耶·马汉
阿尔弗雷德·赛耶·马汉（英語：Alfred Thayer Mahan，1840年9月27日—1914年12月1日）是一名美國海軍的上校及預備役少將。主要著述有《海权对历史的影响1660-1783》、《海权对法国革命及帝国的影响，1793－1812》、《海权的影响与1812年战争的关系》、《海军战略》等。

## 生平
马汉1840年9月27日出生在西点军校的教授楼里，其父丹尼斯·哈特·马汉28岁时就成为了当时西点最年轻的教授。他给儿子取名赛耶是为了纪念为西点作出过重要贡献的赛耶校长。1854年馬漢進入紐約的哥倫比亞學院。虽然丹尼斯·马汉是美国陆军军官学校的校长，马汉却违背了父亲的意愿1856年轉入美國安纳波利斯海军学院三年級就讀，1859年以第二名優異成績畢業并进入海军服役，曾任炮舰舰长。1885年任海軍戰爭學院教授，讲授海军史及海军战略，并开始其著述生涯。
马汉在1886－1889，1892－1893年两度出任海軍戰爭學院院长，在职期间马汉将自己的军事思想投入到教学中，把以前的分散的舰只战术综合为舰队战术体系，还亲自为学生上课，制作模型。被学员尊为海军中的若米尼。1896年馬漢退休，但仍然繼續研究寫作相關海權論著。1898年擔任美西戰爭的指揮官。1899年第一次海牙和平會議，以美國代表團顧問身份及美國海軍作戰委員會委員出席，堅決反對裁軍。1902至1903年馬漢被選為美國歷史學會的會長。1906年美國國會通過法案，把所有曾在內戰時服役的海軍上校皆昇為備役少將，馬漢雖接受了這份榮譽，但在著作上，仍保留其上校階級。1908年出任美國海軍事務委員會主席。1911年發表《海軍戰略論》。1914年12月1日因心臟病發作，逝世於華盛頓海軍醫院，享壽74歲。

## 海權論
馬漢認為制海權對一國力量最為重要。海洋的主要航線能帶來大量商業利益，因此必須有強大的艦隊確保制海權，以及足夠的商船與港口來利用此一利益。馬漢也強調海洋軍事安全的價值，認為海洋可保護國家免於在本土交戰，而制海權對戰爭的影響比陸軍更大。他主張美國應建立強大的遠洋艦隊，控制加勒比海、中美洲地峽附近的水域，再進一步控制其他海洋，再進一步與列強共同利用東南亞與中國的海洋利益。馬漢的海權論對日後各國政府的政策影響甚大。美國總統西奥多·罗斯福控制中美洲的「巨棒政策」是以馬漢理論為基礎。直到冷戰結束後美國在亞太地區的部署都以馬漢理論為原形。馬漢並且提出了相關的戰略，主要以英國為例，討論一國的地理、人口、政府政策等六項基本因素對海權的影響，其因素分別如下：
- 地理位置：最理想的位置是居中央位置的島嶼，並靠近主要的貿易通道上，有良好的港口和海軍基地。例如：不列顛群島與歐洲大陸的距離不遠不近，既足以使英國獲得對抗外敵入侵的相當安全保障，又便於打擊敵人，換言之，進可攻退可守。英國以英吉利海峽和歐洲大陸相隔大，不僅有水為屏障，且距歐洲大陸近，因此英國不須維持大陸軍，而可集中國力發展海權，以優勢的海軍來封鎖歐洲大陸港口，並控制出入歐洲北部的航線。與英國成強烈對比的是法國，他不僅要維持大陸軍，而其海軍也必須分駛大西洋與地中海，因此在海權競爭中，法國對英國便居於劣勢。

- 自然地理形態：具綿長之海岸線及擁有良好可用的港口。海岸線可決定向海洋發展的難易程度，良好港灣則代表向海發展的先天潛力，而土地的肥沃與否，則影響人民討海為生的意願和需求。一個國家的海岸線是其邊界的一部份，凡是一個國家其疆界易於與外界接觸者，其人民便較容易向外發展，與外面世界相交往。地形平坦、土地肥沃可能使人民安土重遷，不願投身海洋，如法國。相反，則逼使人民不得不討海維生，如荷蘭、葡萄牙。島國及半島國家受限於地形上的因素，若欲發奮圖強，則必須重視海權的發展。

- 國家領土大小範圍：供應必要物資，但地形未經河川嚴重分割，大到難於防守；馬漢認為國土的大小必須與人口、資源及其他權力因素相配合。一個國家人口的總數與海岸線總長度的比例，具極大重要性。否則廣大的領土可能反而成為弱點。如面積太大，而人口與資源不成比例的國家，防守密度低，國家的危險性增高，假使又被河川或港口所割裂，則更是一大弱點。以美國內戰時的南方為例，以人口和資源的比例而言，其面積是太大了，尤其是有了太長的海岸線和太多的內陸水道，兵力易被分割而導致失敗。領土幅員應和人口、資源等因素相配合，地廣人稀、過度綿長的海岸線及內陸水道眾多等，有時反而成為弱點，如美國南北戰爭時之南方領土即是。

- 人口數量：提供從事海洋事業的人口培育，儲備海軍後備力量；人口數量和素質對海權均為重要基楚，海權國家不僅應有相當數量的從事航海事業人口，而其中直接參加海洋生活的人數更應占相當高度的比例。國家的平時航海事業(包括航運和貿易)足以決定其海軍在戰爭中的持久力。英國即為典型例證，他不僅是航海國家，而且也是造船和貿易國家，擁有發展海權的必要人力與技術資源。想向海洋發展的國家，不僅應有相當數量的人口，而且其直接或間接參加海洋活動的人數，也應占相當的比例。

- 民族性：面向海洋，具冒險犯難的性格，促進商機及航運發展；國民對海上貿易的意願及航海生產能力的心理因素亦極重要。若國民以向海洋尋求財富為榮，航海事業自然蓬勃。海洋商業與海軍的結合，再加上殖民地的開拓，終使英國成為海權霸主。主要為貿易願望(重商主義)和生產能力；有此心理基礎，人民才會走向海洋尋求財富。

- 政府的性質和政策：政府的戰略主張，影響海軍武力的運用；政府必須明智而堅毅，始能對海權作長期發展。英國的成功主因即在此。自詹姆士一世開始，英國的國家政策即一直以追求海外殖民地、海上貿易和海軍優勢為目的。政府若明智而堅毅，培養其人民對海洋的興趣，則海權的發展也自然比較容易成功。

馬漢認為英國之成就為空前海洋強權，除了具備上述基本條件的優勢外，其政府海權運作的適切，實居關鍵。在海權運作方面，馬漢認為英國若無海運貿易能力，無廣大殖民地(資源、基地和市場)，以及訓練有素的海員和船艦，則英國雖有先天優越條件，亦將無能為力，尤其在戰爭工具運用上，即制海權爭取上，英國通常均以在海上擊滅敵國艦隊或對敵港口建立封鎖為一貫指導，更是重要因素，相反的，法國卻熱衷於領土的征服而未著眼於擊滅英國艦隊，於是結果便完全不同。

## 脚注与参考文献
1. ↑  .   [2007-11-28]. （原始内容存档于2021-04-16）.
2. ↑  唐斯. . 彭歌譯.   [2018-01-17]. （原始内容存档于2020-10-01）.

## 外部連結
- 朱軍，海權論[永久]，中國大百科智慧藏